# H.O.T.
H.O.T.（エイチオーティー、朝: 에이치오티）は、韓国の男性5人組アイドルグループ。韓国アイドル界第1世代。SMエンタテインメントで出した最初のアイドルグループである。
グループ名は“High-five Of Teenagers”（ハイファイブ・オブ・ティーンエイジャー）の略で、「10代の勝利」という意味が込められている。ファンからは「エチョティ」（에쵸티）とも呼ばれている。1996年のデビューから2001年の解散まで韓国で圧倒的な人気を誇り、韓国アイドル界の歴史を変えたとも言われている。
ファンクラブの名称やファンの総称は『CLUB H.O.T.』。公式応援カラーは白。

## 来歴
ティーンエイジャーがそれまでの世代とは異なる高い消費力で、新たに韓国のポップカルチャーを担うようになっていた1994年に、彼らの取り込みを目論んだ韓国の芸能プロダクションSMエンタテインメント（以下「SM」）によって「10代の代弁者」として企画され、1年の選抜期間を経て1995年に結成。
1996年に、韓国音楽界にラップとダンスを浸透させ、10代に圧倒的な人気を誇りながらも突如として解散したソテジワアイドゥルと入れ替わるようにデビューした。
当時の韓国では自己の音楽的アイデンティティーを反映させるのではなく、芸能プロダクション等他者がつくったコンセプトに基づいて結成され活動をする大量消費を前提としたアイドルグループというのは珍しかったが、「1318世代」（13歳から18歳までの若年層）の女性らから熱狂的な人気を獲得して、第2のH.O.T.を狙ってデビューしたSechs Kiesなどのアイドルグループとともに、韓国ポップス界をアイドル中心に一変させる一大ブームを巻き起こした。
その後、のちにSMP（SMミュージック・パフォーマンス）とも呼ばれる、社会問題をテーマにした歌詞にラップコア調の曲と派手なダンスを融合させた独特のスタイルを確立する一方、1998年にリリースした3集からは、メンバーらが直接楽曲制作に携わり、2000年の5集ではリード曲も含め全曲の作詞・作曲・編曲を手掛けるなど、次第に他のアイドルグループとは異なる「独自性」をコンセプトとして打ち出したマーケティングにシフト転換した。
1998年からは中国本土でのマーケティングにも注力し、2000年に北京公演を成功。若年層に韓流という形で韓国ポップスを中国国内に浸透させた。韓国国外でも一部のマニアファン層が存在し、日本ではデビューしていなかったが定期的に来日してファンクラブなどのイベントを行っており、2001年にはavexからオリジナルアルバム(日本盤)も発売した。
しかしメンバーが全員20代になり、大学卒業による兵役の延長が難しくなったことから、次第に「人気があるうちに解散するのでは」との憶測が囁かれ始めた。
2000年11月にメンバーが飲酒運転により摘発されたことを受けて活動を自粛。
2001年2月27日に開催された単独コンサートにて解散説を否定したが、2001年4月にSMとの専属契約が満了したトニー・アン、チャン・ウヒョク、イ・ジェウォンの3人が翌5月、元SM社長 のチョン・ヘイクが理事を務めるエンターテインメント企業「サイダス」（後のサイダスFNHとiHQ）と当時同系列であった「イェジョン・メディア」に移籍し、同年6月、契約が残っていたカンタとムン・ヒジュンがソロ歌手として、SMと再契約を結んだため、事実上解散を迎えた。
移籍した3人は、2001年末に新たなグループjtLを結成。当初、活躍が疑問視されていたが、アルバムは50万枚を超えるヒットとなった。しかし2004年から2005年にかけてメンバーの独立や移籍により 自然消滅の状態となった。
2018年1月29日に韓国の地上波局MBCがバラエティ番組「無限挑戦」の旧正月特番『土曜日、土曜日は歌手だ(토토가)シーズン3』にて再結成、2月15日にMBCドリームセンター公開ホールにて再結成ライブを行うことを発表。応募者が応募開始1日で当初の予想を遥かに超える10万人を突破したため、会場をソウルオリンピック公園内オリンピックホールに急遽変更した。
2018年2月15日　上記再結成公演が開催された。
2018年10月13日 - 14日の両日、蚕室オリンピック総合運動場ソウルオリンピック主競技場にて17年振りとなる単独コンサートを開催。
2025年1月11日・12日、高尺スカイドームにて開催された、SM創立30周年記念公演 「SMTOWN LIVE 2025 [THE CULTURE, THE FUTURE]」に、カンタとトニー・アンが出演。NCTやRIIZEのメンバーらと「Full Of Happiness」のステージを披露した 。

## メンバー
ムン・ヒジュン（文熙畯、문희준）ボーカル担当、リーダー。1978年3月14日生まれ、ソウル市出身。IOKカンパニー所属。京畿大学校大学院多重媒体映像学科修士課程修了。2005年11月陸軍入隊。2007年11月転役。ソロ歌手、MC等テレビタレントとしても活動。2017年にCRAYON POPのソユルと結婚、2児の父。
チャン・ウヒョク（張佑赫、장우혁）ラップ担当。1978年5月8日生まれ、韓国慶尚北道亀尾市出身。WHエンターテイメント所属。世宗大学校大学院体育学科修士課程修了。2005年、イェジョン・メディアからスポンジ・エンターテインメントに移籍。2007年11月に公益勤務要員として召集、国民年金管理公団で服務した。2009年11月召集解除。ソロ歌手と並行して芸能事務所WHエンターテイメントを経営し、後進アイドルを育成している。
トニー・アン（토니 안、Tony An）ボーカル・ラップ担当。本名はアン・スンホ（安勝浩、안승호）。1978年6月7日生まれ、韓国ソウル市出身。IOKカンパニー所属。2004年、芸能プロダクション「TNエンターテインメント（現：TNネイションエンターテインメント）」を設立して元アイドルの女優チョン・リョウォンやコメディアンのチョ・ヘリョンなどをスターダムに押し上げる傍ら、「スクールルックス」（Skoolooks）社を立ち上げて学生服事業に参入し、財閥系ブランドが大半のシェアを占めるなか同社を大手にまで育て上げた。2008年11月、兵役により陸軍に現役入隊し、国防部勤務支援団広報支援隊に配属。「芸能兵士」として国軍放送FMと国軍放送TVで番組を受け持った。2010年9月転役。兵役時に親しくなったかつてはライバル関係にあったSechs Kiesのキム・ジェドクとルームメイトとして長年生活している 。ソロ歌手、テレビタレントとしても活動。
カンタ（강타）メインボーカル担当。本名はアン・チリョン（安七炫、안칠현）。1979年10月10日生まれ、韓国ソウル市出身。SMエンタテインメント所属。東国大学校文化芸術大学院公演映像学科修士課程修了。2008年4月陸軍入隊。2010年2月転役。ソロ歌手としても活動。
イ・ジェウォン（李在元、이재원）ラップ担当。1980年4月5日生まれ、韓国ソウル市出身。IOKカンパニー所属。祥明大学校デジタルメディア大学院修士課程修了。2005年、イェジョン・メディアからアイピム・エンターテインメントに移籍し、ソロ活動を開始。その後無所属となり、2009年5月、兵役により陸軍に現役入隊した。2011年3月7日転役。ソロ歌手、ミュージカル俳優、クラブDJとしても活動。

## 年表
- 1996年
  - 9月 - 1stアルバム（1集）『We Hate All Kinds Of Violence...』を発売。本作からは「戦士の末裔」「キャンディ」が韓国内でヒット。
  - 12月8日 - 大韓民国映像音盤大賞ゴールデンディスク部門「SKC新人歌手賞」を受賞[40]。
- 1997年
  - 7月 - 2ndアルバム（2集）『Wolf & Sheep』を発売。「狼と羊」「幸福」「ウィ・アー・ザ・フューチャー」が韓国内でヒット。
  - 9月21日 - 韓国ソウルのオリンピック公園第1体育館（体操競技場）で公式ファンクラブ「Club H.O.T.」の結成式を開催。
  - 12月4日 - ソウル歌謡大賞「今年の最高歌手賞」（大賞）を受賞[41]。
  - 12月14日 - 大韓民国映像音盤大賞ゴールデンディスク賞「大賞」[42]、KMTV歌謡大典「大賞」を受賞[43]。
  - 12月28日 - SBS歌謡大典「大賞」を受賞[43]。
- 1998年
  - 1月23日 - 同月25日まで、韓国ソウルのオリンピック公園第1体育館（体操競技場）でグループ初の単独公演を開催。
  - 2月 - 同年3月まで、アメリカ（ニューヨーク、ハワイ、ワシントン、ロサンゼルス）でライブツアーを開催[4]。収益金4万ドル（約6,000万ウォン）をアジア通貨危機に対応する民間支援組織「失業克服国民運動」に全額寄付し、同年11月26日に韓国大統領府主催の昼食会に招待される[44]。
  - 9月 - 金大中大統領（当時）と共演した韓国文化観光部・韓国観光公社の韓国広報CM、世界各国で放送開始[45][46]。
  - 9月 - 3rdアルバム（3集）『RESURRECTION』を発売。「列を合わせろ」「光」が韓国内でヒット。
  - 12月6日 - KMTV歌謡大典「大賞」を受賞[43]。
  - 12月17日 - 『RESURRECTION』が韓国経済新聞社主催「'98韓経消費者大賞」（レコード部門）を受賞[47]。
  - 12月18日 - ソウル歌謡大賞「今年の最高歌手賞」（大賞）を受賞（ジェクスキスとの共同受賞）[48]。
  - 12月27日 - SBS歌謡大典「大賞」を受賞[43]。
  - 12月30日 - KBS歌謡大賞「大賞」を受賞[49]。放送終了後、観覧に来ていたH.O.T.とジェクスキスのファン同士が集団乱闘[50]。
  - 12月31日 - MBC歌謡祭典「30歳未満の国民が選んだ最高人気歌謡賞」（大賞）を受賞[51]。
- 1999年
  - 1月22日 - 同月28日まで、韓国ソウルの世宗文化会館で単独12回公演を開催。
  - 9月9日 - MTVビデオ・ミュージック・アワード「MTVコリア・インターナショナル・ビューワーズ・チョイス」を受賞[52]。
  - 9月11日 - ムン・ヒジュンとの交際の噂が流れていたベイビーボックスのカン・ミヨンにH.O.T.のファンから殺害予告の手紙が送りつけられ、カンが現地警察当局に捜査を要請。これ以前もサイン会でカミソリで襲い掛かられたり、排泄物を投げつけられたりといった被害を受けていた[53]。
  - 9月15日 - 4thアルバム（4集）『I yah!』を発売。「アイヤ！」が韓国内でヒット。
  - 9月18日 - 韓国歌手では初[54] となる蚕室総合運動場オリンピック主競技場での単独公演を開催。観客200人超が失神し、病院に担ぎ込まれる騒ぎに[55]。
  - 9月19日 - 前日の公演に来ていた韓国大邱市在住の女子高生が、H.O.T.に熱中していることを親にとがめられ飛び降り自殺[56]。その後、失神騒ぎも含め同国国会で問題に[57]。
  - 11月21日 - 韓国MBC（テレビ）でH.O.T.がホスト役のバラエティ番組『Log in H.O.T.』を放送。
  - 11月27日 - 映像音楽大賞「視聴者最高人気賞」（最高賞相当）を受賞[58]。
- 2000年
  - 1月9日 - 韓国MBC（テレビ）で単独音楽ライブ番組『H.O.T. Forever』を放送。
  - 2月1日 - 中国北京工人体育館で単独公演を開催。
  - 7月15日 - 主演短編映画『平和の時代』(Age of Peace) が韓国で封切り。
  - 10月2日 - 5thアルバム（5集）『Outside Castle』を発売。「アウトサイド・キャッスル」が韓国内でヒット。
  - 11月20日 - メンバーが飲酒運転による交通事故を起こし立件される[59]。以後、グループは活動自粛期間に突入[60]。
  - 11月24日 - Mnetミュージックビデオ･フェスティバル「最高人気ミュージックビデオ賞」（最高賞相当）を受賞[58]。活動自粛中のため授賞式は不参加[60]。
- 2001年
  - 2月27日 - 蚕室総合運動場オリンピック主競技場で単独公演を開催（積雪による会場の屋根崩壊で中止となった同月23日から同月27日のオリンピック公園第1体育館（体操競技場）公演の代替公演[61]）。ムン・ヒジュンがステージ上で解散説に触れ、これを否定[62]。
  - 3月4日 - トニー・アン、専属契約が満了[63]。
  - 4月1日 - イ・ジェウォン、専属契約が満了[63]。
  - 4月25日 - チャン・ウヒョク、専属契約が満了[63]。
  - 5月13日 - トニー・アン、イ・ジェウォン、チャン・ウヒョクが記者会見の場で、同月11日付のイェジョン・メディアへの移籍と新グループ結成の計画を発表[20]。H.O.T.は分裂状態に。
  - 6月27日 - カンタ、ムン・ヒジュンが記者会見を開催し、SMエンタテインメントとの再契約締結を発表[21]。明確な解散宣言がないまま、H.O.T.は事実上解散へ。
- 2018年
  - 1月29日 - MBCのバラエティ番組「無限挑戦」の特番にて再結成公演が行われることがMBCより発表される。
  - 2月15日 - ソウルオリンピック公園オリンピックホールにて再結成公演開催（抽選による観客2400人を動員）。その模様は2月24日の「無限挑戦」旧正月特番『土曜日、土曜日は歌手だ（토토가）シーズン3』にて放送された。
  - 10月13日-10月14日 蚕室オリンピック総合運動場ソウルオリンピック主競技場にて17年ぶりのコンサート「Forever Highfive Of Teenagers」を開催。2日間で8万人動員。
- 2019年
  - 9月20日～22日 - ソウル高尺スカイドームにて「2019 High-five Of Teenagers（2019 하이-파이브 오브 틴에이저스）」を開催。

## エピソード

### メンバーの入れ替え
SMの創設者であるイ・スマンが当初、プエルトリコのメヌードの卒業システムからヒントを得て、グループ名に「ティーンエイジャー」という言葉が使われていることからも分かるように、もともとは「10代による10代のためのグループ」であり、10代でなくなったメンバーは入れ替えられる予定であった。しかし、予想以上に人気が出てしまいSMエンタテインメントはその計画を取り止め、結果的に解散までメンバーの交代は行われなかった。

### 風船の色
韓国ではアイドルのファンクラブごとに色を定め、その色の風船などを用いて応援するスタイルが定着しているが、これは元々H.O.T.のファンクラブがシンボル・カラーを白にして、白い風船を応援道具に用いたことに由来する。この応援カラーには他の歌手のファンクラブと重複しないという不文律があるものの、色には限りがあるため同色を選んだファンクラブ同士で諍いが起こることが多く、H.O.T.のファンも2006年、男性歌手ピのファンらが既定の銀色ではなく白く光っているように見えるケミカルライト（サイリューム）を使ったことから、50人以上がピの所属事務所に押し掛けてそのケミカルライトの使用を止めるよう要請したことがある。

### 茶髪で出入り禁止
韓国の公共放送局KBSは青少年に悪影響を与えるとして1997年に服装規定を設けて、出演者の衣装や髪型などに対する規制を開始したことから、H.O.T.は仕方なく、2集や3集の活動時はバンダナやキャップで茶髪や染色した髪を隠したが、長い髪に濃いメイク、そして黒尽くめの衣装と日本のビジュアル系ロックバンドGLAYなど）の影響を受けたと思われる姿でイメージ･チェンジを図った4集の際は 何も被らずに出演しようとしたため、KBSから出演許可が出ず、同局でのプロモーション活動が一切できなかった。それでもKBS側は年末のKBS歌謡大賞だけでも出てもらおうと局長級のプロデューサーまで駆り出してSMエンタテインメントやリーダーのムン・ヒジュンと掛け合ったものの、ムンがKBSにおもねっていると思われることを嫌って出演を固辞したことから、前年獲得した同大賞の候補者からも除外された。

### 解散の真相
解散は、トニー・アン、イ・ジェウォン、チャン・ウヒョクの3人が将来に不安を抱いていたことに加え、SMエンタテインメントとの金銭的条件が合わなかったことが原因だと言われている。ただどちらが解散の引き金を引いたのかについては双方の説明に相違があり、3人は移籍会見の時、2001年1月にはすでにSMから「解散通知」を受け取っていたと語り、SM側はこれを否定して、H.O.T.の中国での人気を重視していたことから解散の意思はなく、移籍先の親会社が株価釣り上げのためSMのスタッフを引き抜いた上で契約の切れた3人を奪取したものであって、逆に3人からはそれぞれ契約満了時に「解約通知」が送られてきたと反論している。
いずれにしてもメンバーらは、この件に関して月日を重ねても多くを語ろうとしないため、真相は明らかとなっていない。

### 実現寸前だった再結成（ - 2017年）
メンバーらは決して仲違いしているわけではなく、解散後もH.O.T.の歌を披露することはないものの、数度イベントやコンサートで一堂に会している。ただ再結成については、メンバーらは会うたびに話し合い、解散2年後の2003年には中国での韓流を盛り上げるため、SMエンタテインメントのオーナーでプロデューサーでもあるイ・スマンの音頭で実現寸前までいったが、復活を目前にして多額のCM契約金が目当てと勘繰られ兼ねない報道が出たことから、誤解を避けるため見送られてしまい、その後もたびたび話題には上るものの2017年まで実現には至らなかった。

## ディスコグラフィー

### オリジナル･アルバム
We Hate All Kinds Of Violence... （1996年9月）
1集。活動曲（シングルの代わりとしてアルバムのプロモーション活動に使用する曲）は「戦士の末裔」（チョンサエ フイェ、Descent of Warrior）と「キャンディ」(Candy)。リード曲は校内暴力がテーマの「戦士の末裔」であったが、メロディーがサイプレス・ヒルの「ロコトス」(Locotes) と「エイント・ゴーイン・アウト・ライク・ザット」(I Ain't Goin' Out Like That) に酷似していると指摘されたため、急遽活動曲を愛らしさを前面に出した「キャンディ」に切り替えた。
Wolf & Sheep （1997年7月）
2集。活動曲は「狼と羊」（ヌッテワ ヤン、Wolf & Sheep）、「幸福」（ヘンボク、Full of Happiness）、「ウィ・アー・ザ・フューチャー」(We are the future)。リード曲の「狼と羊」はサビで「乞食野郎（빌어먹을）」（「くそったれ」程度の憎まれ口）という言葉が使われていたが、韓国の放送局から放送不可判定を受けたため、放送ではその箇所が修正されたクリーン・バージョンが使用された。日本盤には、その修正済のものが収録されている。「ウィ・アー・ザ・フューチャー」(We are the future)は大人世代への挑戦と抵抗を訴える。
RESURRECTION （1998年9月）
3集。活動曲は「列を合わせろ」（ヨルマッチョ、Line Up!）と「光」（ピッ、Hope）。リード曲の「列を合わせろ」は前作の「ウィ・アー・ザ・フューチャー」で原型が出来上がっていたSMPの完成形だが、発表当時レイジ・アゲインスト・ザ・マシーンの「キリング・イン・ザ・ネーム」(Killing In The Name) の盗作ではないかとして論議を呼んだ。ただ、この事実を把握していたレイジ・アゲインスト・ザ・マシーンのメンバーらは、このことをライブで笑い話として取り上げるだけで、特に問題にすることはなかった。
I yah! （1999年9月）
4集。活動曲は「アイヤ!」(I yah!)、「闘志」（トゥジ、Git It Up!）、「歓喜」（ファニ、It's Been Raining Since You Left Me）。「アイヤ!」(I yah!)は青少年修練施設「シーランド修練院」で起きた火災事故の犠牲者への追悼がテーマとなっている。このほか、本作には「コリアン・プライド」(Korean Pride) や「8.15」という曲が収録されるなど愛国的なイデオロギーが見受けられる。また、ところどころある放送禁止用語の部分がピー音で消されている。
Outside Castle They are nothing different with us. （2000年10月）
5集。売り上げは90万枚弱で、1集から続いていたミリオンセラー記録が途切れた。活動曲は「アウトサイド・キャッスル（ザ・キャッスル・アウトサイダーズ）」(Outside Castle (The Castle Outsiders)) と「そう！そのように!」（クレ！クロッケ!、We can do it）。作曲・作詞・編曲は全てメンバーが手掛けた。ムン・ヒジュンがつくったリード曲「アウトサイド・キャッスル」は、偏見の目に晒されている障害者がテーマになっている。カンタが手掛けた2曲目（後続曲）の「そう！そのように！」は、プロモーションの途中でメンバーが不祥事を起こして（具体的にはカンタの飲酒運転）活動中断に追い込まれた上、これに伴って所属先がテレビ局に音楽番組のチャートから除外するよう求めたことから活動曲としてはほとんど使われなかった。

### ライブ・アルバム
- Greatest H.O.T. Hits-song Collection Live Album （1999年4月）
- 99 Live In Seoul （2000年1月）
- H.O.T. Forever H.O.T. Live Concert in Seoul Olympic Stadium （2001年4月）

### ベスト･アルバム
- H.O.T. （1999年2月） - 台湾限定盤。
- The Best （2002年1月） - 日本限定盤。オリジナル･アルバムと同じくavex traxレーベルからの発売。

### その他
- Age Of Peace （2000年7月） - 主演映画『平和の時代』(Age of Peace) のサウンドトラック。

## 受賞歴
| 年度   | 受賞内容 |
| ------ | --- |
| 1996年 | - 大韓民国映像音盤大賞(現・ゴールデンディスク賞) 「SKC新人賞」 - KMTV歌謡大典「人気歌手賞」「視聴者賞」 - SBS歌謡大典「新人賞」 |
| 1997年 | - ソウル歌謡大賞「本賞」「大賞」 - 大韓民国映像音盤大賞(現・ゴールデンディスク賞) 「大賞」 - KMTV歌謡大典「本賞」「ARS最高人気賞」「大賞」 - KBS歌謡大賞「今年の人気歌手賞」「10大歌手賞」「大賞」 - SBS歌謡大典「10大歌手賞」「大賞」 - MBC歌謡大祭典「大賞」 |
| 1998年 | - MBC『ショー!土曜特急』光復節特集「最高人気歌手賞」 - 大韓民国映像音盤大賞(現・ゴールデンディスク賞) 「本賞」 - KMTV歌謡大典「本賞」「ARS最高人気賞」「大賞」 - 韓国経済消費者大賞「アルバム部門」 - ソウル歌謡大賞「本賞」「大賞」 - SBS歌謡大典「10大歌手賞」「大賞」 - KBS歌謡大賞「青少年部門今年の歌手賞」「大賞」 - MBC韓国歌謡大祭典「30歳未満の国民が選んだ人気歌手賞」「30歳以上の国民が選んだ人気歌手賞」「全国民が選んだ人気歌手賞」「大賞」                                                                                       |
| 1999年 | - 大韓民国芸能芸術賞「男性部門青少年推薦歌手賞」「大賞」 - MTV ビデオミュージックアワード「Korean Viewers Choice」 - M-netアジアンミュージックアワード「最高人気ミュージックビデオ賞「大賞」「グループ部門最優秀ミュージックビデオ賞」 - コリアベストドレッサースワンアワード「男性歌手部門」 - KMTV歌謡大典「本賞」「今年の歌賞」「ダンス部門」「「ARS最高人気賞」 - 文化観光部長官表彰 先行芸能人 - ソウル歌謡大賞「本賞」 - 大韓民国映像音盤大賞(現・ゴールデンディスク賞) 「本賞」 - MBC韓国歌謡大祭典「30歳未満の国民が選んだ人気歌手賞」 |
| 2000年 | - M-netアジアンミュージックアワード「最高人気ミュージックビデオ賞「大賞」 - KMTV歌謡大典「本賞」「ネチズン最高人気賞」 - MBC韓国歌謡大祭典「30歳未満の国民が選んだ人気歌手賞」 |
| 2008年 | - M-netアジアンミュージックアワード 「10周年Remember 1999」 |

### 歌謡プログラム1位
| 年度   | 受賞歴 |
| ------ | --- |
| 1996年 | - キャンディ(캔디) - 12月15日 SBS「TV歌謡20」1位 - 12月22日 SBS「TV歌謡20」1位 - 12月28日 MBC「人気歌謡ベスト50」1位 |
| 1997年 | - キャンディ(캔디) - 1月4日 MBC「人気歌謡ベスト50」1位 - 1月5日 SBS「TV歌謡20」1位 - 1月8日 KBS「歌謡トップテン」1位 - 1月11日 MBC「人気歌謡ベスト50」1位（3週連続）（BEST OF BEST） - 1月12日 SBS「TV歌謡20」1位 - 1月19日 SBS「TV歌謡20」1位（王中の王、5週連続） - 1月15日 KBS「歌謡トップテン」1位（2週連続） - 幸福(행복) - 8月23日 MBC「人気歌謡ベスト50」1位 - 8月30日 MBC「人気歌謡ベスト50」1位 - 8月31日 SBS「TV歌謡20」1位 - 9月6日 MBC「人気歌謡ベスト50」1位（3週連続）（BEST OF BEST） - 9月7日 SBS「TV歌謡20」1位 - 9月14日 SBS「TV歌謡20」1位 - 9月17日 KBS「歌謡トップテン」1位 - 9月21日 SBS「TV歌謡20」1位 - 9月24日 KBS「歌謡トップテン」1位 - 9月28日 SBS「TV歌謡20」1位（王中の王、5週連続） - 10月1日 KBS「歌謡トップテン」1位（3週連続） - We Are The Future - 11月9日 SBS「TV歌謡20」1位 - 11月16日 SBS「TV歌謡20」1位 - 11月22日 MBC「人気歌謡ベスト50」1位 - 11月23日 SBS「TV歌謡20」1位 - 11月30日 SBS「TV歌謡20」1位（ワンジュンワン） - 12月13日 MBC「人気歌謡ベスト50」1位 - 12月20日 MBC「人気歌謡ベスト50」1位（3週連続）（BEST OF BEST） |
| 1998年 | - 列を合わせろ(열맞춰) - 10月17日 MBC「音楽キャンプ」1位 10月18日 SBS「人気歌謡」1位 10月24日 MBC「音楽キャンプ」1位 10月31日 MBC「音楽キャンプ」1位（3週連続）（BEST OF BEST） 11月8日 SBS「人気歌謡」1位（通算2週間） - 光(빛) - 11月28日 MBC「音楽キャンプ」1位 - 11月29日 SBS「人気歌謡」1位 - 12月1日 KBS「ミュージックバンク」MVP - 12月5日 MBC「音楽キャンプ」1位 - 12月6日 SBS「人気歌謡」1位 - 12月12日 MBC「音楽キャンプ」1位（3週連続）（BEST OF BEST） - 12月13日 SBS「人気歌謡」1位（トリプルクラウン） - 12月15日 KBS「ミュージックバンク」MVP - 12月22日 KBS「ミュージックバンク」（MVP通算3週）) |
| 1999年 | - I Yah! - 10月3日 SBS「人気歌謡」1位 - 10月10日 SBS「人気歌謡」1位 - 10月24日 SBS「人気歌謡」1位（トリプルクラウン） |
| 2000年 | - Outside Castle - 10月22日 SBS「人気歌謡」1位 - 10月28日 MBC「音楽キャンプ」1位 - 10月29日 SBS「人気歌謡」1位 - 11月4日 MBC「音楽キャンプ」1位 - 11月5日 SBS「人気歌謡」1位（トリプルクラウン） - 11月9日 KBS「ミュージックバンク」1位 - 11月11日 MBC「音楽キャンプ」1位（3週連続）（King of the Camp） - 11月16日 KBS「ミュージックバンク」1位 - 11月23日 KBS「ミュージックバンク」1位（3週連続）) |

## 出演
- Log in H.O.T(MBC)
- 音楽キャンプ(MBC)
- たかじん・ナオコのシャベタリーノ!(毎日放送)
- 超アジア流(日本テレビ)
- Channel-a(テレビ神奈川)